# Dan Gawrecki
Dan Gawrecki (23. prosince 1943 Frýdek – 3. března 2025 Opava) byl český historik, zabývající se českými dějinami v 18.–20. století se zaměřením na Slezsko a specializující se na česko-polské a česko-německé vztahy.

## Život
Po absolvování SVVŠ v Ostravě-Porubě (1957–1960) vystudoval FF UP Olomouc (obor dějepis-ruština). V roce 1969 získal titul PhDr. (za práci Bund der Deutschen und Sudetendeutsche Partei) a v roce 1977 obhájil kandidátskou práci Německé obranné spolky v habsburské monarchii a ČSR 1880–1938 a získal titul CSc. Byl zaměstnán ve Slezském ústavu AV ČR (1968–1993), kde v letech 1987–1991 byl ředitelem. Od roku 1993 působil na Ústavu historie a muzeologie FPF SU v Opavě, kde byl od roku 1994 vedoucím ústavu. V roce 1997 se habilitoval na filozofické fakultě Univerzity Komenského v Bratislavě prací Politické a národnostní poměry v Těšínském Slezsku 1918–1938. V roce 2006 byl ve Varšavě jmenován profesorem.

## Publikace
- Dělnické hnutí na Opavsku. 1, Vývoj dělnického hnutí do založení Komunistické strany Československa. Opava : Dům polit. výchovy OV KSČ, 1981. 95 s.
- Politické a národnostní poměry v Těšínském Slezsku 1918–1938. Český Těšín : Muzeum Těšínska, 1999. 403 s. ISBN 80-902355-4-9.
- Dějiny Českého Slezska I.-II. Opava : Slezská univerzita v Opavě, Filozoficko-přírodovědecká fakulta, Ústav historie a muzeologie, 2003. 656 s. ISBN 80-7248-226-2. (spoluautor)
- Historia Górnego Śląska : polityka, gospodarka i kultura europejskiego regionu. Gliwice: Dom Współpracy Polsko-Niemieckiej, 2011. 555 s. ISBN 978-83-60470-41-1. (spoluautor)
- Jazyk a národnost ve sčítáních lidu na Těšínsku v letech 1880-1930. Český Těšín : Muzeum Těšínska, 2017. 286 s.